# Sei notti di mistero
Sei notti di mistero è un'antologia di sei racconti noir dello scrittore statunitense  Cornell Woolrich pubblicata il 7 aprile 1991 nella collana Il Giallo Mondadori con il numero 2201.
Per la raccolta originale Six Nights of Mystery pubblicata negli Stati Uniti nel 1950 lo scrittore ha usato lo pseudonimo William Irish.

## Contenuto
- Una notte a Chicago (One Night in Chicago oppure Collared)[2], 1938
- Una notte a Hollywood (One Night in Hollywoody oppure Dead Shot), 1944
- Una notte a New York (One Night in New York[3]), 1938
- Una notte a Montreal (One Night in Montreal[4]), 1936
- Una notte a Parigi (One Night in Paris), 1936
- Una notte a Zacamoras (One Night in Zacamoras), 1940

## Edizioni
- Cornell Woolrich, Sei notti di mistero, collana Il Giallo Mondadori, n. 2201, Mondadori, 1991.
- Cornell Woolrich, Sei notti di mistero, collana I Classici del Giallo Mondadori n. 1343, Mondadori, 2014.